# Abbrechklinge

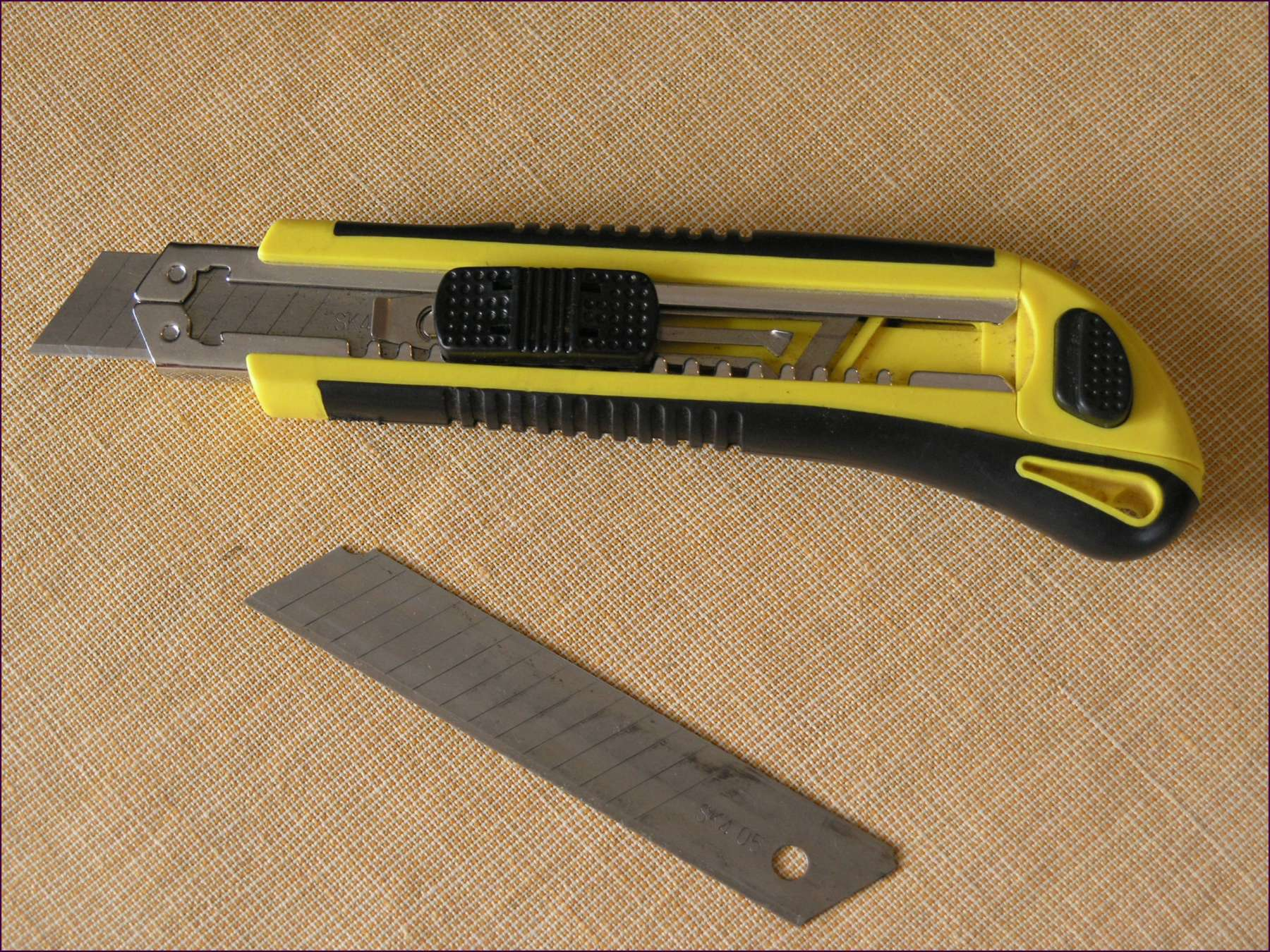
Ein Cutter mit Abbrechklinge

Bei einer Abbrechklinge handelt es sich um eine Klinge eines Cuttermessers, bei der ein Stück des stumpf gewordenen Funktionsbereiches der Klinge entlang einer vorgefertigten Sollbruchstelle abgebrochen werden kann, um einen unbenutzten Bereich zum Schneiden freizugeben. Auf diese Weise kann mit nur geringem Aufwand und ohne zusätzliche Klingenschärfung die Schnittgüte des Werkzeuges wiederhergestellt werden. Diese Klingenart kommt je nach Einsatzzweck und Bauart des Cuttermessers in Breiten von 9 mm bis 25 mm vor. 

## Material
Meist sind die Klingen aus HCS (unlegierter Werkzeugstahl), es gibt auch Titannitrid-beschichtete Klingen und in USA/Japan Bimetallklingen (HSS/HCS).
Die Stanley Gruppe hat eine Art Diamantbeschichtung für Abbruchklingen an den Markt gebracht.

## Verwendung
Abbrechklingen kommen häufig bei Cuttern zum Einsatz, da bei diesen eine sehr scharfe Klinge die Grundvoraussetzung für die meisten Anwendungsgebiete ist. Aufgrund des steilen Trapezwinkels eignen sich Abbrechklingen besonders zum Schneiden kleiner Kurvenradien, wie sie z. B. im Modellbau zum Tragen kommen. Abbrechklingen in Cuttermessern fanden ab den 1970er Jahren aufgrund voranschreitender Härtetechnologie große Verbreitung als moderne Schneidwerkzeuge.